# Кукувије
Кукувије (лат. Tytonidae) једна су од две породице птица из реда сова, при чему је друга праве сове (Strigidae). Разликују се од осталих сова по томе што имају фацијални диск срцастог облика, за разлику од округлог фацијалног диска типичних сова. Оне имају дуге, јаке ноге са моћним канџама. Оне се разликују од породице Strigidae по структурним детаљима, посебно у погледу грудне кости и стопала.
Кукувије су породица широког опсега, мада нису присутне у Северној Америци, Сахарској Африци, и великим деловима Азије. Оне живе у широком опсегу хабитата од пустиња до шума, и од умерених латитуда до тропа. Већина од двадесет постојећих врста кукувија је мало позната. Неке, као што је мадагаскарска кукувија, једва да су виђене или проучаване од њиховог открића, за разлику од уобичајене кукувије, која је једна од најбоље познатих врста на свету. Међутим, могуће је да неке подврсте обичне кукувије заслужују да буду одвојене врсте, али су веома мало о њима зна.
Пет врста кукувије је угрожено, и неке од острвских врста су изумрле током холоцена или раније (нпр. Tyto pollens, познат и фосилних записа са Андроса на Бахамама, и вероватно основа за митске Чикчарне). Кукувије су углавном ноћне животиње, и генерално нису миграторне. Оне живе у паровима или појединачно.

## Распрострањеност
Настањују све континенте осим Антарктика. У Азији се могу наћи само на југу, југоистоку и југозападу. У Африци не живе само у средишњим деловима пустиње Сахаре. У Европи и Северној Америци не настањују хладна северна подручја.

## Опис
Дуге су од 23 до 53 cm и тешке од 180 до 1 280 грама, зависно од врсте. Женке су обично незнатно веће од мужјака. Перје је наранчасто до црнкастомрко на горњем делу тела. Доњи део тела је бео, мркоцрвен или црнкастомрк. Хране се углавном маленим сисарима (до величине зечева), птицама, жабама, рибама, гуштерима и великим инсектима које лове ноћу, више уз помоћ слуха него вида.
Оглашавају се сиктањем, крештањем или звиждањем. Такође могу гласно "цвокотати" кљуном.

## Размножавање
Гнезде су у амбарима и другим објектима који се ретко користе, вештачким гнездима, дупљама у одсецима, стенама или дрвећу. Неке се гнезде на тлу. Женка несе 2-9, понекада 11, белих јаја. Инкубира их 27-34 дана. Птићи остају у гнезду 50-64 дана.

## Понашање
Кукувије су због свог обичаја да се гнезде у рушевинама, црквама и сличним местима добиле посебно место у фолклору. Ипак, људи је углавном повезују са земљорадњом. Будући да се ове птице хране разним пацовима и мишевима који уништавају усеве, ове су птице ту биле добродошле. Нажалост, та их је блиска веза са земљорадњом готово уништила у Западној Европи, јер су много више од осталих врста страдале од пестицида и хербицида. У Малезији се кукувије и хемикалије користе заједно да би се контролисала популација пацова. Такве су се мере показале успешним, јер једна породица сова годишње поједе око 1 300 пацова. Међутим, ово није увек било успешно: када су их људи увезли на сејшелска острва, сове су радије убијале локалне птице него глодаре. Тако су за 12 година у потпуности истребиле беле чигре са тих острва.

## Систематика

### РодTyto
- -  - вероватно изумрла (1960-их)

### Бивши родови
Претпостављена „гигантска кукувија” Basityto из раног еоцина чији остаци су нађени у Графенмихлу (Немачка) била је заправо крунски ждрал (Balearica); претпостављена „кукувија Ускршњег острва”, на бази субфосилних костију нађених на Рапа Нуј се испоставило да је процеларид; и за узорак оригинално описан као фосилни плиоценски Lechusa stirtoni касније је утврђено да су недавни остаци садашње америчке кукувије.